# Колбинка (Пензенская область)
Колбинка — село Лопатинского района Пензенской области. Входит в состав Верешимского сельсовета.

## География
Село расположено на берегу реки Чардым в 9 км на северо-запад от центра сельсовета села Верешим и в 23 км на запад от райцентра села Лопатино.

## История
Основано между 1717 и 1745 годами на земле дворянина И. Колбецкого, отказанной ему в 1697 году. В 1877 — в Кожинской волости Петровского уезда Саратовской губернии, 124 двора, 2 ветряные мельницы. В 1897 году в деревне было 133 крестьянина-старообрядца Поморского согласия.
С 1928 года село являлось центром сельсовета Лопатинского района Вольского округа Нижне-Волжского края. С 1935 года в составе Даниловского района Саратовского края (с 1939 года — в составе Пензенской области). В 1937 г. – центр сельсовета, колхоз «Путь к сознанию». В 1955 г. — в составе Борятинского сельсовета, центральная усадьба колхоза имени Ленина. С 1958 года — в составе Лопатинского района. В 1980-е годы — в составе Верешимского сельсовета.

## Населения
| 1795 | 1859 | 1877 | 1884 | 1897 | 1914 | 1921  |
| ---- | ---- | ---- | ---- | ---- | ---- | ----- |
| 180  | ↗698 | ↗717 | ↗774 | ↗780 | ↗903 | ↗1080 |
| 1939 | 1959 | 1979 | 1989 | 1996 | 2002 | 2010  |
| ↘444 | ↗477 | ↘312 | ↘181 | ↘162 | ↘141 | ↘109  |

## Известные уроженцы
- Павлов, Иван Семёнович (1900—19??) — советский военачальник, полковник.
- Родина Героя Советского Союза Василия Михайловича Наумова.